# Eilema phaeopera
Eilema phaeopera là một loài bướm đêm thuộc phân họ Arctiinae, họ Erebidae.